# ハナウド
ハナウド（花独活、学名：Heracleum sphondylium var. nipponicum）はセリ科ハナウド属の越年草、ときに多年草。

## 特徴
茎の高さは0.5-2メートルになる。茎は太く中空で長い毛があり、直立して上部は分枝する。葉は互生し、3出複葉か単羽状複葉で2-3対の小葉を出し、小葉は浅～中裂し、縁に粗い鋸歯がある。葉柄の基部は鞘状にふくらむ。
花期は5-6月。茎頂か、分枝した先端に径20センチメートルになる大型の複散形花序をつける。花は白色の5弁花で、小花序の周辺部の花弁は中央部のものと違い、周辺部の外側の1花弁が大きく、花弁の先は2裂する。果実は倒卵形になる。茎の先端の花序は結実するが、側生のものは雄性で実らない。

## 分布と生育環境
本州の関東地方以西、四国、九州に分布し、山野の川岸などのやや湿った場所に生育する。

## シノニム
- Heracleum nipponicum Kitag.
- Heracleum lanatum Michx. subsp. moellendorffii auct. non (Hance) H.Hara
- Heracleum lanatum Michx. subsp. moellendorffii (Hance) H.Hara var. nipponicum  (Kitag.) H.Hara
- Heracleum moellendorffii auct. non Hance

## 変種
- ツルギハナウド Heracleum sphondylium L. var. turugisanense (Honda) H.Ohba（シノニム：Heracleum moellendorffii Hance var. turugisanense (Honda) Ohwi） -四国の剣山などの高山に分布。絶滅危惧II類(VU)。

## ギャラリー
- 葉